# Protodeltote pygarga
Protodeltote pygarga là một loài bướm đêm thuộc họ Noctuidae. Nó được tìm thấy ở khu vực miền bắc của miền Cổ bắc.

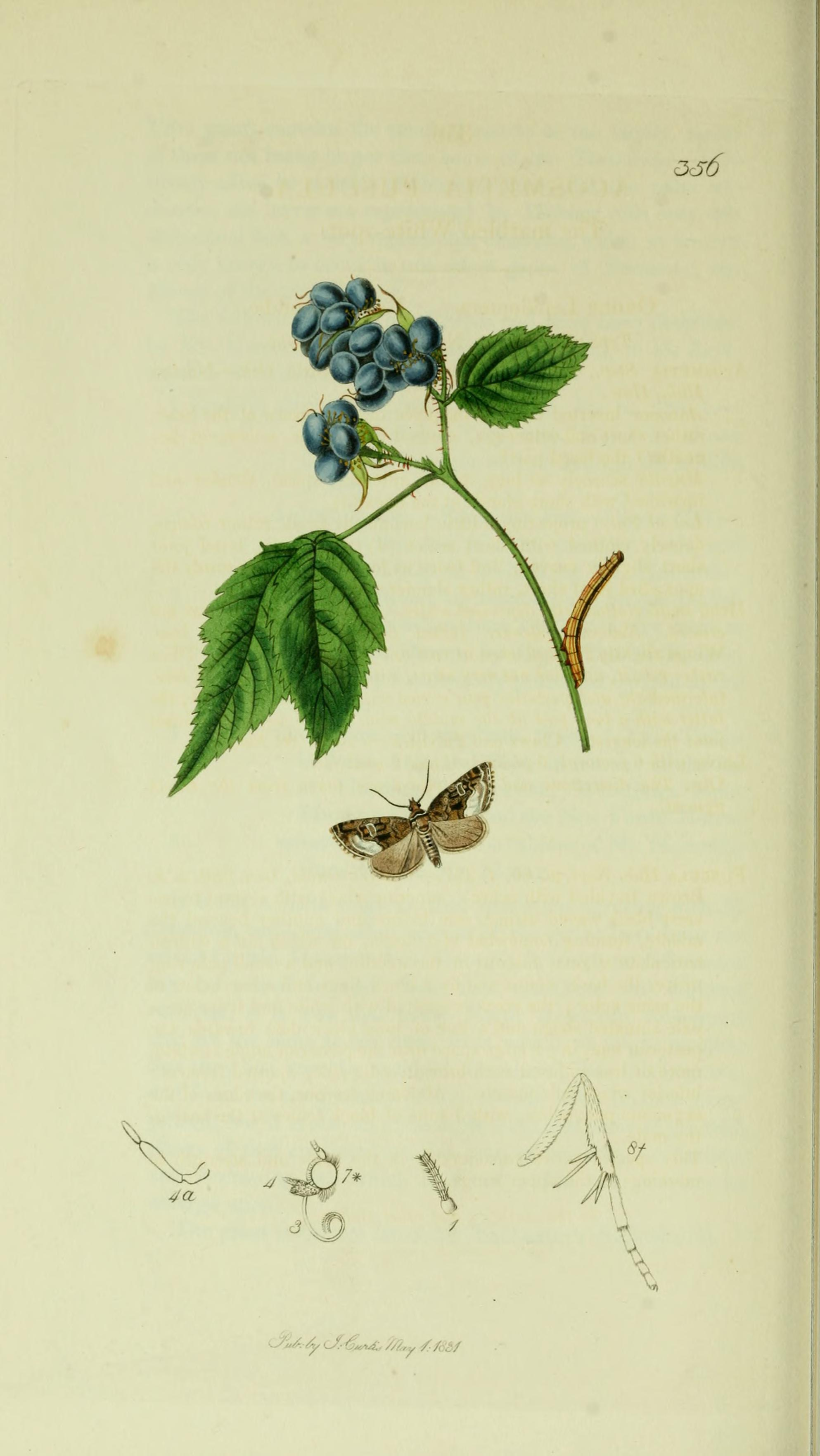
Hình minh họa của John Curtis's British Entomology Volume 5

Sải cánh dài 20–26 mm. Con trưởng thành bay từ tháng 5 đến tháng 7 tùy theo địa điểm.
Ấu trùng ăn nhiều loại cỏ.

## Hình ảnh

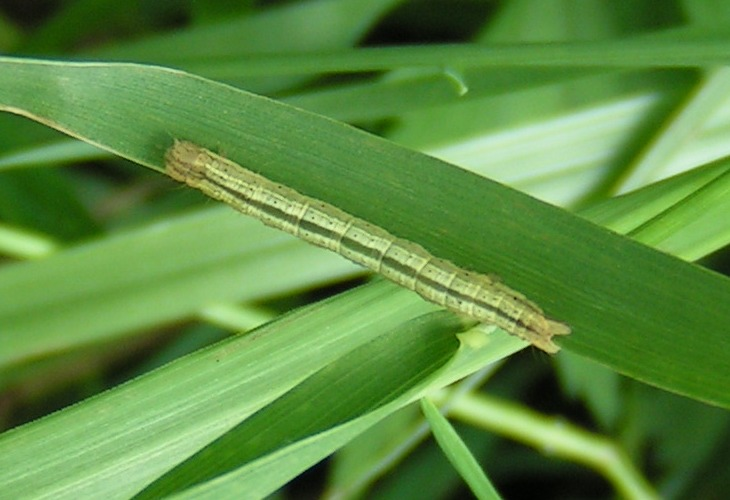
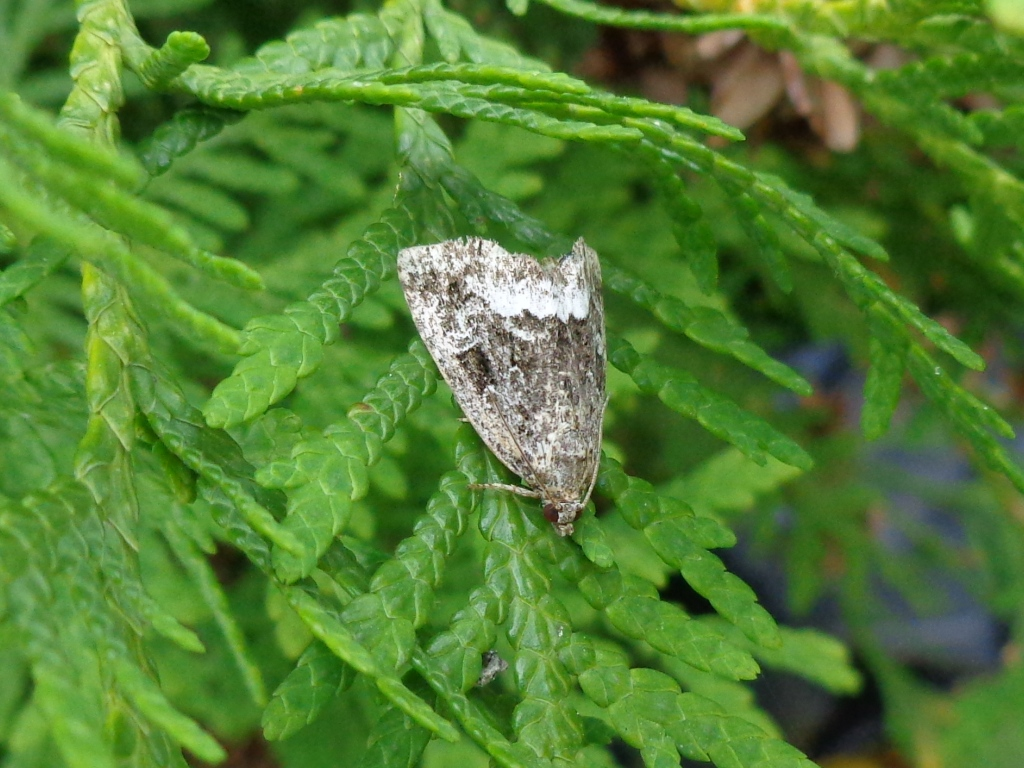
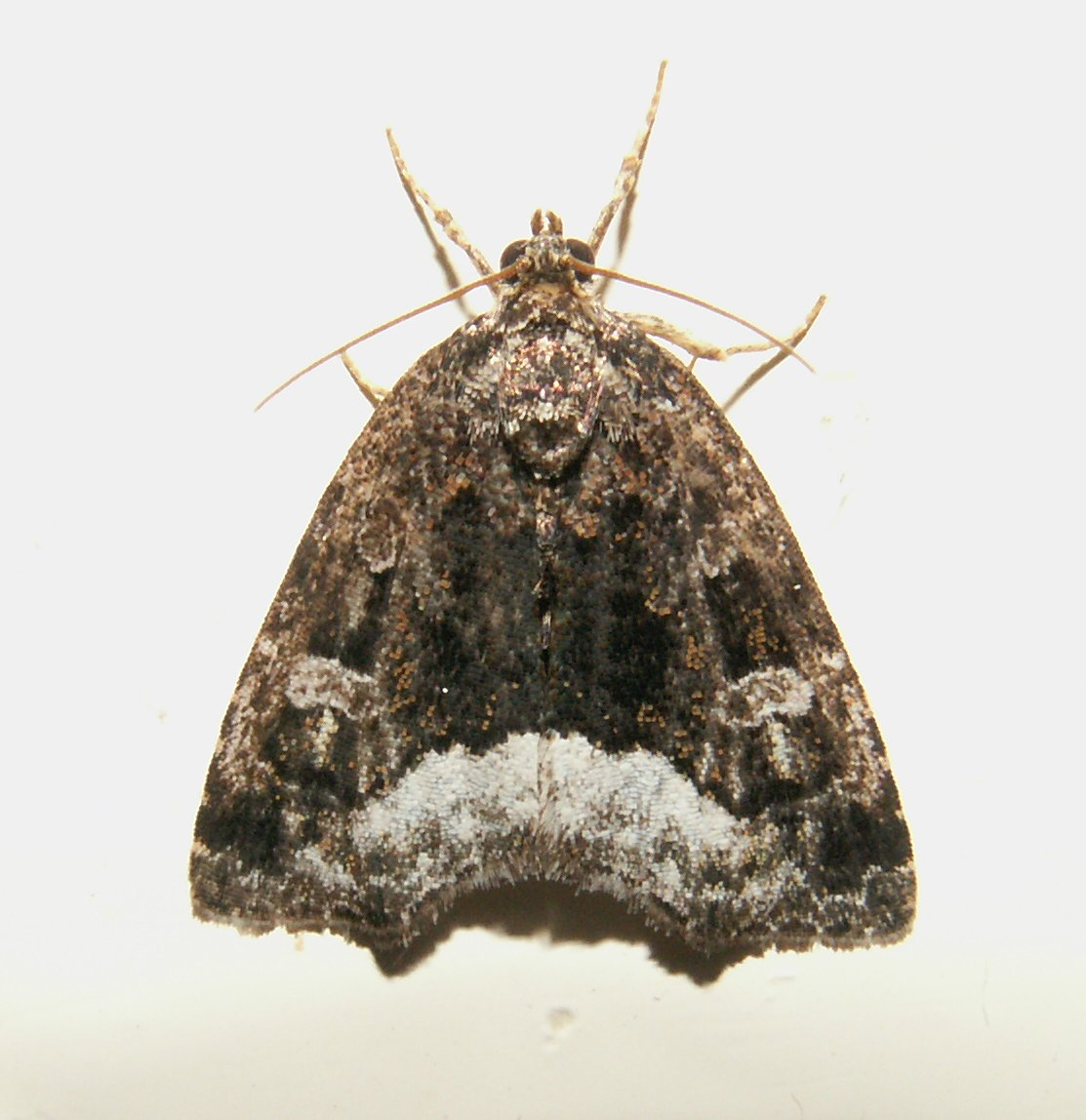
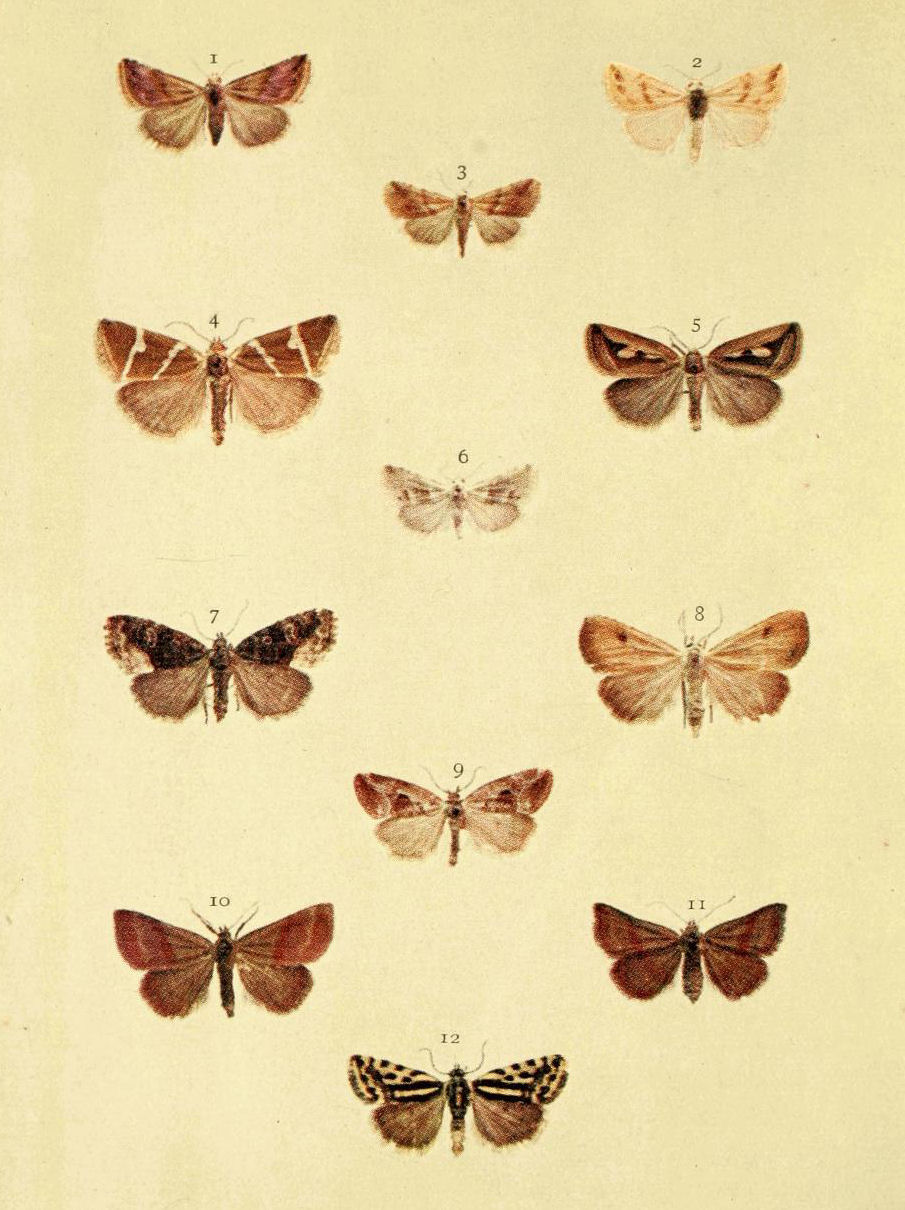